# Bilajiwka (obwód chersoński)
Bilajiwka (ukr. Біляївка) – wieś na Ukrainie, w obwodzie chersońskim, w rejonie berysławskim. W 2001 liczyła 699 mieszkańców, spośród których 678 posługiwało się językiem ukraińskim, a 21 rosyjskim.